# Mutinerie des Bangladesh Ansars en 1994
La mutinerie de Bangladesh Ansar en 1994 est une mutinerie organisée du 1er au 4 décembre 1994, à Shafipur et Khilgaon, par une section de Bangladesh Ansar, une force paramilitaire chargée d'assurer la sécurité des installations gouvernementales et d'aider au maintien de l'ordre au Bangladesh. La mutinerie a suscité une série de réformes de la part du gouvernement.

## Contexte
La force Ansar a été formée sous le nom de « East Pakistan Ansars » par l'East Pakistan Ansars Act de 1948, et a été officiellement lancée le 12 février 1948. De 1948 à 1972, elle a été placée sous l'autorité du National Service Board. En 1973, elle a été placée sous la tutelle du ministère de l'Intérieur et un cadre Ansar a été formé dans la fonction publique du Bangladesh. Avec son organisation sœur, le parti de la défense des villages (en), il compte plus de quatre millions de membres, réserves comprises.

## Événements
Le 1er décembre 1994, l'Ansar du Bangladesh s'est mutiné dans l'Académie Ansar de Shafipur et de Khilgaon, réclamant une augmentation de salaire, la sécurité de l'emploi et un meilleur traitement de la part des officiers,. La mutinerie a pris fin le 4 décembre 1994, lorsqu'une opération militaire a été lancée par les Bangladesh Rifles (en), soutenus par la police du Bangladesh (en) et des hélicoptères de l'armée de l'air du Bangladesh. Les estimations officielles font état d'un ou deux morts et de 12 à 40 blessés parmi le personnel d'Ansar. Des estimations indépendantes font état de 30 mutins parmi les victimes.

## Les suites de l'opération
Le journaliste et critique social Farhad Mazhar a qualifié la mutinerie d'inévitable en raison de la discrimination sociale dont sont victimes les membres de Bangladesh Ansar. Il a été emprisonné pour ses opinions sur la mutinerie,.

## Réforme
En réponse aux agitations, le gouvernement a adopté une série de lois au Jatiya Sangsad. Il s'agit notamment de la loi Ansar Bahini (1995), de la loi Battalion Ansar (1995) et de la loi Village Defence Party (1995). En vertu de ces lois, l'Ansar Bahini et les bataillons Ansars ont été déclarés « force disciplinée » conformément à l'article 152 de la Constitution. Le gouvernement a créé l'Ansar VDP Bank dont les membres de l'Ansar-VDP ont été désignés comme actionnaires. La banque accorde également des prêts à taux réduit aux membres de l'Ansar,.